# Magali Berdah
Pour les articles homonymes, voir Berdah.
Magali Berdah, de son vrai nom Magali Liévois, née le 26 novembre 1981 à Lyon, est une agent artistique de personnalités de la téléréalité, femme d'affaires et chroniqueuse télévisée française.
Fondatrice d'une agence de marketing d'influence en janvier 2017, elle introduit le placement de produit sur Internet en France, ciblant principalement un public jeune. Depuis 2022, Magali Berdah fait l'objet de nombreuses critiques concernant son activité liée à des pratiques commerciales jugées trompeuses.
Fin septembre 2023, elle est placée en garde à vue et entendue par la police judiciaire de Nice pour des soupçons de banqueroute et d'autres infractions financières remontant à 2014 et 2015,. Elle entretient également un différend juridico-médiatique avec le rappeur Booba, dans lequel ils s'accusent mutuellement de harcèlement, de sexisme et d'antisémitisme.

## Biographie

### Origines et famille
Magali Liévois naît à Lyon le 26 novembre 1981. De par sa mère, elle est d'origine juive et descend d'une lignée de rabbins ayant souffert pendant la Shoah. Par son grand-père maternel, elle a des origines en Russie et en Ukraine. Sa grand-mère maternelle a des attaches en Algérie et sa mère est née à Alger.
À la suite de la séparation de ses parents, elle part vivre avec son frère Sébastien à Saint-Tropez chez leurs grands-parents maternels, qui y tiennent un restaurant,. Elle sera bouleversée par la mort de son grand-père en 1992 et déclarera perdre plus qu'un père.
Elle raconte dans son livre Ma Vie en réalité que leur père tentera de les récupérer en les enlevant. En 2019, son père porte plainte en diffamation contre sa fille et son éditeur, affirmant que tout « est faux » et qu'il ne l'a « jamais enlevée ».
La fratrie est alors séparée sur décision de justice : elle reste à Saint-Tropez, tandis que son frère retourne à Lyon avec leur père,.
Elle est mariée avec un garagiste juif, un homme pratiquant et très religieux. Quand il est absent, elle estime « pouvoir porter des jupes et des décolletés, [s]e maquiller, sortir avec [s]es copines, faire de l'antenne, commencer à [s]e montrer sur les réseaux ».
Elle ne veut plus mentir à son conjoint et divorce de lui en 2019.
En 2021, elle se met en couple avec Stéphane Teboul, qui travaille au sein de son agence.
Avec sa famille, elle vit entre Dubaï, et Saint-Nom-la-Bretèche, après avoir habité à Juan-les-Pins.
Elle crée l'entreprise Shauna Events d'après le prénom de sa fille aînée. Ses deux autres filles se prénomment Victoria et Shelly.
Elle est la cousine de Capucine Anav et de Leslie Medina.

### Carrière
Après avoir été vendeuse dans le Sud de la France, elle devient à trente ans courtière en assurances et mutuelles.
Elle tente de devenir indépendante mais se retrouve criblée de dettes et soumise à une interdiction bancaire, après avoir contracté des emprunts et découvert que son ancien associé était un escroc. Elle commence cependant à fréquenter des vedettes de la téléréalité.
Elle crée en janvier 2017 l'entreprise Shauna Events, une agence de marketing d'influence.
Son but est de répondre aux besoins des personnalités de téléréalité, en leur proposant de gérer leurs partenariats commerciaux en échange d'un salaire régulier.
Elle se lance alors dans le placement de produit selon la notoriété des influenceurs, qui sont alors rémunérés en fonction de leur nombre d’abonnés.
Lors de sa création d'entreprise, elle affiche sa différenciation avec les grandes agences de com en déclarant :

« Des boîtes comme Publicis savent faire du digital, mais elles sont trop grosses pour gérer une meuf comme Nabilla. Parce qu’avec elle, il faut de la gestion humaine. Quand j’ai démarré, personne ne voulait s’afficher avec des gens de téléréalité. Et moi je les ai respectés et je les ai pris tels qu’ils étaient. »

Elle s'associe ensuite avec l'homme d'affaires Stéphane Courbit et l’entreprise Banijay.
Banijay rachete 50 % du capital de Shauna Events pour trois millions d'euros, plus un complément de prix indexé sur les futurs résultats. Le reste du capital de Shauna Events est détenu par la société Shelly Holding, qui appartient à Magali Berdah (80 %) et à Hahapping (20 %). Cette dernière entité est la propriété de Cyril Hanouna (20 %) et de son avocat Stéphane Hasbanian (80 %). Fin 2019, elle rachète 17,5 % de son agence de communication Shauna Events à Banijay, dirigée par Stéphane Courbit.
En 2019, selon elle, le chiffre d'affaires de sa société serait de l'ordre de 20 millions d'euros. Selon Vanity Fair, le chiffre d’affaires est estimé à 40 millions d’euros en 2020, et peut faire gagner jusqu’à 250 000 euros par mois à certains influenceurs.
Lors de la pandémie de Covid-19, elle est sollicitée par le gouvernement français « pour informer massivement les jeunes sur les gestes barrières ». Son expertise numérique est également mobilisée pour la Première dame Brigitte Macron, afin de faire certifier le compte Instagram de la Fondation des Hôpitaux qu'elle parraine, et ce pour récolter des fonds.
Elle intervient aussi au sein de grandes écoles ou auprès de marques et agences comme L'Oréal et Publicis.
En 2022, elle est suivie par un million d'abonnés sur Instagram. À la fin de la même année, après que le chiffre d'affaires de Shauna Events est divisé par trois, Banijay se retire de l'entreprise et Magali Berdah récupère la totalité du capital de Shauna Events. Elle ne peut cependant pas diriger elle-même l'entreprise car elle est, depuis 2019, sous le coup d'une condamnation l'empêchant de gérer une entreprise pendant cinq ans,,.
Le conflit Israël - Gaza a conduit à la rupture de son contrat avec Maeva Ghennam.

## Relations avec les milieux économiques
Dénoncée par Booba, la stratégie consistant à faire des partenariats avec des entreprises de vente en ligne sans stock (drop shipping en anglais) est ensuite fustigée dans le secteur de l'influence. À la suite de cette polémique, Magali Berdah effectue un tri parmi ses partenaires, en écartant notamment ceux qui pratiquaient de la vente en ligne sans stock. Néanmoins, cette action n’a pas suffi pour rassurer son actionnaire principal depuis 2018. De plus, Shauna Events a pris le tournant d'une plus grande éthique, mais trop tardive par rapport aux autres agences du secteur. L'Observatoire de l'influence responsable (entité dépendant de l'Autorité de régulation professionnelle de la publicité) n'a pas convié Shauna Events lors d'une conférence de presse organisée en septembre 2022. De même, pour une table ronde organisée début décembre 2022 par le ministère de l'Économie et des Finances autour de la protection des consommateurs victimes d’arnaques sur les réseaux sociaux. Magali Berdah déplore de ne pas avoir été conviée pour partager son expérience et défendre ses idées concernant la régulation de ce nouveau marché, comme la création d’un « ordre des influenceurs », d’un « code APE pour les influenceurs » ou encore d’une « association interprofessionnelle ». Pour sa part, la DGCCRF annonce avoir intensifié ses contrôles et avoir identifié plus d'une soixantaine d'influençeurs et d'agences en infraction avec le code de la consommation. En novembre 2022, le député écologiste Aurélien Taché dépose une proposition de loi afin de mieux « protéger les consommateurs », tout en soulignant le manque de clarté sur le partage des responsabilités entre les acteurs du marché (influenceurs, marques et agences).

## Relations avec la classe politique
En mars 2021, le porte-parole du gouvernement français, Gabriel Attal, invite Magali Berdah à déjeuner.
Compte tenu de sa notoriété, elle réalise une émission politique sur sa chaîne YouTube à l'occasion de l'élection présidentielle de 2022, allant à la rencontre des candidats, dont Anne Hidalgo, Éric Zemmour, Jean-Luc Mélenchon, Valérie Pécresse, Emmanuel Macron et Marine Le Pen, souhaitant vulgariser le débat politique.
En mai 2025 Magali Berdah prend position contre la loi examinée par le Sénat traitant des différentes mesures à adopter pour endiguer les méfaits de la fast-fashion. Elle assume pour cela faire du lobbying pour  Shein et être rémunérée par eux pour la diffusion de ces vidéos.

## Personnalité télévisée
En 2018, elle devient la présentatrice en tant que « directrice de l'agence » de l'émission de téléréalité Les Princes et les Princesses de l'Amour, diffusée sur W9 jusqu'en 2021. Elle devient aussi chroniqueuse télévisée sur C8, notamment dans Touche pas à mon poste !,.

## Polémiques
En 2018, l'entreprise de Magali Berdah est épinglée pour avoir collaboré et fait la promotion d'une marque de lingerie qui alléguait reverser une partie de ses bénéfices à la Ligue nationale contre le cancer. Ceci a été démenti par l'association, tandis que Magali Berdah a considéré n'avoir aucune responsabilité en reportant la faute sur son partenaire. La même année, après qu'un ancien candidat de Secret Story a dénoncé des arnaques, elle aurait intenté une action judiciaire pour diffamation,. Selon les propos d'un blogueur, rapportés par Numerama, les influenceurs participant à ce système s'adressent à des mineurs, ce qui est problématique au regard du manque de discernement de ce genre de public.
En 2020, selon le journaliste Hugo Clément, Magali Berdah aurait soutenu deux de ses clients, Manon Marsault et Julien Tanti, qui se filmaient avec un singe tenu en laisse, en considérant que ce genre d'action relevait de la liberté d'expression. Elle est par la suite attaquée par des internautes puis est la cible de menaces de mort.
En juillet 2021, Magali Berdah paye environ 20 000 euros à l'édition française du magazine Forbes pour remplacer la chanteuse Aya Nakamura sur un tirage limité à 40 exemplaires du numéro où cette dernière illustrait le classement des 40 femmes les plus influentes du pays.

## Affaires judiciaires
Le texte peut changer fréquemment, n’est peut-être pas à jour et peut manquer de recul. 
Le titre et la description de l'acte concerné reposent sur la qualification juridique retenue lors de la rédaction de l'article et peuvent évoluer en même temps que celle-ci.

### Condamnation en 2019 pour abus de faiblesse et blanchiment
Magali Berdah est condamnée en 2019 à un an de prison avec sursis et une interdiction de gérer une société pendant cinq ans. Elle est notamment accusée d’« abus de faiblesse » et de « blanchiment ». En 2015, endettée et interdite bancaire, elle rencontre Jean Deleplanque, haut fonctionnaire, ancien préfet, qui, à 96 ans, lui aurait donné 221 556 euros en six mois, sous la forme de dix-sept chèques. Une conseillère bancaire donne l'alarme, et une enquête est ouverte. Selon un expert psychiatrique, l'ancien haut fonctionnaire était « dans un état de particulière vulnérabilité ». En 2018, le tribunal de Nice condamne Magali Berdah à un an de prison, considérant qu'elle avait conscience de l'état de vulnérabilité de la victime. En appel, sa sanction est durcie avec une interdiction de gérer une société durant cinq ans.

### BA & CO
Magali Berdah a été placée en garde à vue fin septembre 2023 puis mise en examen le 29 septembre 2023 pour des malversations financières commises en 2014-2015. Alors qu'elle était directrice commerciale de la société BA & CO, celle-ci a été placée en liquidation avec un passif de 2,5 millions d'euros. Le tribunal de Nice a relaxé le 25 novembre 2024 Magali Berdah des faits qui lui sont reprochés.

### Shauna Events

#### Affaire Booba

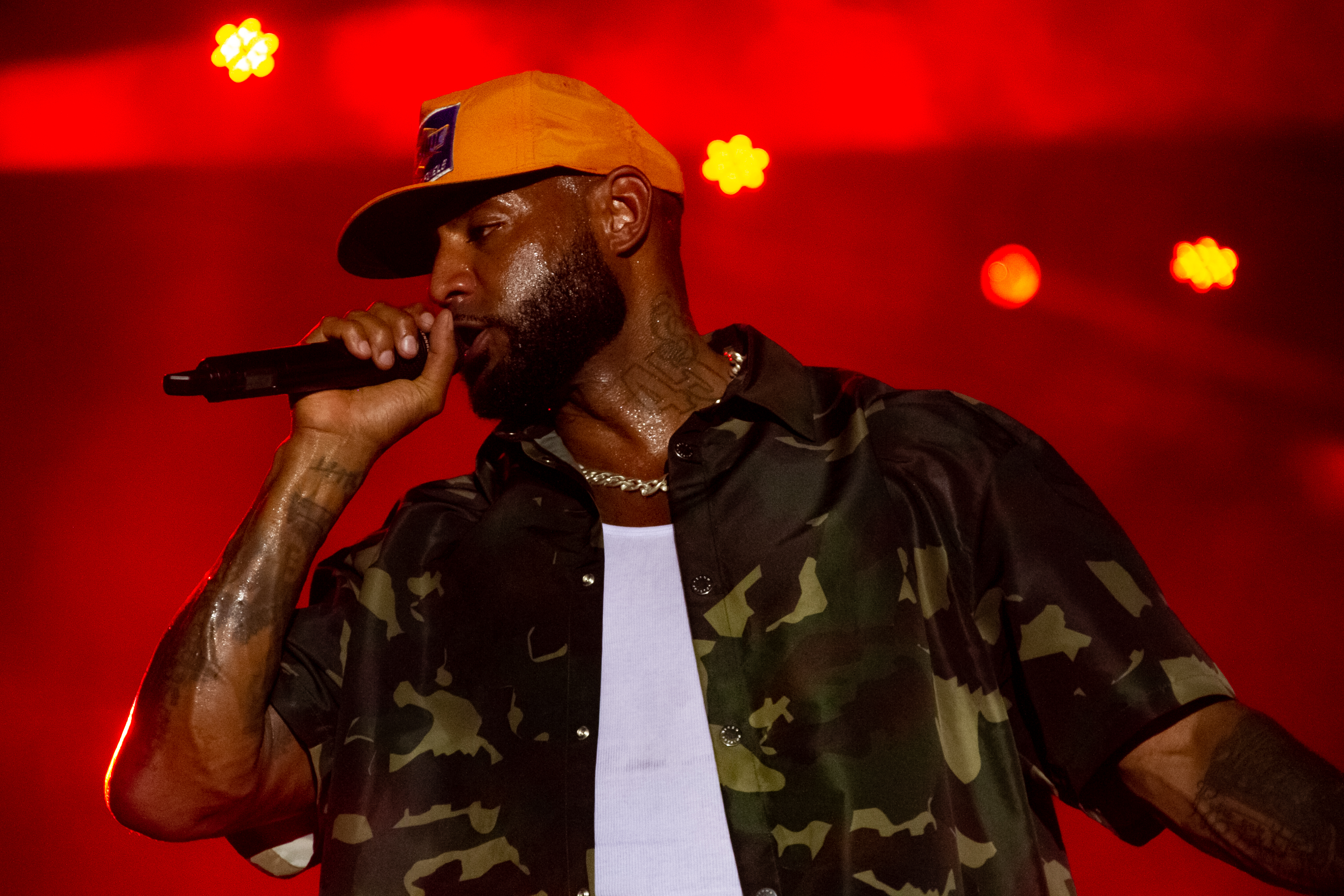
Booba accuse Magali Berdah de pratiques commerciales trompeuses

En 2022, elle est au centre d'un important conflit médiatique et judiciaire qui l'oppose au rappeur Booba.
Ce dernier accuse son entreprise Shauna Events, agence de marketing d'influence, de faire la promotion « d'un système d'escroquerie complexe et organisé », et d'un « système alimenté par la passivité des réseaux sociaux, particulièrement Instagram et Snapchat, utilisés par les influenceurs pour promouvoir les arnaques », d'après les deux plaintes qu'il dépose,.
Booba affirme que Magali Berdah est l'organisatrice d'un « système » dans lequel les influenceurs font la promotion de pratiques commerciales trompeuses, dont la vente en ligne sans stock. Selon le rappeur, le seul but est de mettre le grand public au courant de pratiques commerciales douteuses, avec notamment le lancement du hashtag « #influvoleurs » et la mise en place d'une boîte courriel qui permet de récolter des témoignages de potentielles victimes.
Le 24 mai 2022, Magali Berdah porte plainte contre Booba après la multiplication d'attaques à travers les réseaux sociaux et elle obtient la suspension de son compte Instagram.
Début août, Magali Berdah accuse Booba et sa communauté de cyber-harcèlement, en témoignent des nombreux messages haineux et antisémites reçus à son encontre (plus de 70 000 en quelques semaines) à travers sa chaine YouTube. En réponse, un communiqué de Me Patrick Klugman via Twitter, l'avocat de Booba déclare que « son client n'est en rien responsable de ces faits et agissements » et « Ni le judaïsme ni l'antisémitisme ne sont en cause. Et nous ne saurions tolérer qu'ils soient instrumentalisés et érigés en système de défense ».
En octobre 2022, la justice reconnaît que sa décision de suspendre le compte Instagram de Booba a été rendue « sur une base légale irrégulière et doit de ce fait être rétractée ». Cependant, le tribunal se déclare « incompétent » pour le rétablissement du compte demandé par la défense du rappeur. Le tribunal a « ordonné à Meta de réactiver ce compte ».
À la suite de cette affaire, 13 personnes sont jugées puis d'autres dont en tout 28 personnes, dont provisoirement 3 procès prévus en décembre 2023 dont le premier qui a pris fin le mardi 5 décembre 2023, mais deux autres sont également annoncés mi-décembre puis fin janvier 2024 ainsi que pour Élie Yaffa alias Booba dans un autre procès distinct de ses trois procédures,,.

#### Affaire Emma Paris
Le 16 janvier 2023, les sociétés de Magali Berdah, Shauna Events et Sublim Talent sont condamnées, en première instance, à payer 1,8 million d'euros à Emma Paris et Vlad Oltean. Les deux influenceurs poursuivaient Shauna Events pour rupture abusive de contrat.

#### Redressement fiscal
En avril 2023, Shauna Events est définitivement condamnée à un redressement fiscal de 542 000 euros concernant l'année 2019.

### Affaires classées
En 2019, Nicolas Liévois, son père, porte plainte pour diffamation après la publication de son livre de confessions.

## Filmographie

### Émissions de télévision
- Depuis 2017 : Touche pas à mon poste !, sur C8
- 2021 : Dressing VIP by Maeva, sur M6+
- Depuis 2019 (à partir de la saison 6) : Les Princes et les Princesses de l'Amour, sur W9

## Ouvrages
- Ma Vie en réalité (préf. Gilles Verdez), Éditions de l'Archipel, 6 juin 2018, 216 p. (ISBN 2809824614)
- Comment devenir influenceur ?, M6 Eds, 2019 (ISBN 978-2359851984)
- Osez ! Vous réussirez, Flammarion, 12 octobre 2022, 224 p. (ISBN 9782080267290)

### Articles
- Booba
- Téléréalité
- Stéphane Courbit